# Guy Lionel
Guy Lionel est un auteur de chansons, un scénariste et un réalisateur français.

## Chansons
Parmi ses chansons, figurent notamment Le garçon d'ascenseur et La tactique du gendarme, interprétées par Bourvil

## Filmographie
Scénariste
- 1957 : Nous autres à Champignol, de Jean Bastia
- 1959 : Mon pote le gitan, de François Gir
- 1960 : Les tortillards, de Jean Bastia
- 1963 : Le Captif, de Maurice Labro
- 1964 : Duel à Rio Bravo (Desafío en Río Bravo), de Tulio Demicheli (western)
- 1965 : Médard et Barnabé, de Raymond Bailly (feuilleton pour la télévision)
- 1966 : Les malabars sont au parfum, de Guy Lefranc
- 1966 : Le caïd de Champignol, de Jean Bastia
- 1967 : Le grand bidule, de Raoul André
- 1968 : Salut Berthe !, de Guy Lefranc
- 1968 : A tout casser, de John Berry
- 1969 : L'auvergnat et l'autobus, de Guy Lefranc
- 1970 : Et qu'ça saute !, de Guy Lefranc
- 1977 : Le Ricain, de Sohban Kologlu, Stéphane Melikyan et Jean-Marie Pallardy
- 1979 : Une langouste au petit-déjeuner (Aragosta a colazione), de Giorgio Capitani
- 1987 : Club de rencontres, de Michel Lang

Réalisateur
- 1960 : Certains l'aiment froide (avec Jean Bastia)

## Théâtre
- 1959 : La Revue de l'Alhambra de Paris de Roger Pierre et Jean-Marc Thibault, chorégraphie Don Lurio, musique Claude Stiermans, Théâtre des Célestins